# Besan (Lérida)
Besan es una localidad perteneciente al municipio de Alins, en la provincia de Lérida, comunidad autónoma de Cataluña, España. En 2019 contaba con 5 habitantes.